# Alex Nyarko
Alexander Nyarko (* 15. Oktober 1973 in Accra) ist ein ehemaliger ghanaisch-schweizerischer Fußballspieler und Bronzemedaillengewinner der Olympischen Spiele in Barcelona. Der Mittelfeldspieler war im deutschen Sprachraum für den FC Basel, den Karlsruher SC und Yverdon-Sport FC aktiv.

## Vereinslaufbahn
In seiner Jugend spielte Nyarko in Ghana für die Klubs FC Deawa Youngsters und Asante Kotoko, bevor er nach Europa und dort zunächst zu Sportul Studențesc Bukarest ging. 1995 wechselte er zum Schweizer Nationalliga A-Klub FC Basel, von wo aus es ihn zwei Jahre später einige Kilometer nach Norden zog – zum deutschen Bundesligisten Karlsruher SC.
Nach dem Abstieg der Karlsruher in die 2. Bundesliga wechselte Nyarko 1998 zum französischen Meister RC Lens. Für umgerechnet 6,3 Millionen Euro verkaufte dieser Nyarko im Jahr 2000 an den englischen Erstligisten FC Everton, in dessen Diensten er offiziell bis 2005 stand. Allerdings begann für Nyarko nun eine sehr unstete Zeit … nach einigen Schwierigkeiten (siehe Abschnitt Fanskandal 2001) wurde von Seiten der Briten versucht, ihn an andere Vereine abzugeben, weswegen er 2001 für eine Saison an den AS Monaco und anschließend für eine weitere Spielzeit an Paris Saint-Germain verliehen wurde.
2005 schließlich verließ Nyarko die Engländer und ging nach Norwegen zu Start Kristiansand. Nach eineinhalb Jahren, in denen Nyarko unter anderem wegen einer langwierigen Verletzung kaum zum Einsatz kam, wechselte er schließlich zurück in die Schweiz. Nachdem lange über ein Engagement beim FC Lausanne-Sport spekuliert worden war, unterschrieb er schließlich beim Yverdon-Sport FC einen Vertrag bis 2008. Dort beendete Nyarko auch seine aktive Karriere.

## Länderspiele
Für sein Land Ghana absolvierte Nyarko 44 Länderspiele. Darunter waren auch zwei Teilnahmen an der Afrikameisterschaft, 1998 in Burkina Faso und 2000 in Ghana. 1992 gehörte er zur ghanaischen Mannschaft, die bei den Olympischen Spielen in Barcelona den dritten Platz belegte.

## Der Fan-Skandal 2001
Während seiner Zeit beim FC Everton geriet Nyarko in die Schlagzeilen, als er am 21. April 2001 während eines Spiels gegen Arsenal London von einem Fan auf dem Spielfeld angegriffen wurde, der ihm sein Trikot abnehmen wollte. Der Londoner Spieler Tony Adams konnte den Angreifer zwar zurückdrängen, Nyarko war daraufhin aber, auch aufgrund anhaltender Kritik an seinen Leistungen, so entnervt, dass er sich auswechseln ließ und in der Erregung seinen Rücktritt vom Profifußball erklärte. Nach dem Spiel verschwand er tagelang, nach eigener Aussage kannte nicht einmal seine Frau seinen Aufenthaltsort. Obwohl der FC Everton Nyarko zunächst keine Vorwürfe wegen seines Verhaltens machen wollte, verkündete man zwei Wochen später, Nyarko war inzwischen wieder aufgetaucht, dass dieser die Freigabe für einen Wechsel zu einem anderen Verein bekäme. Zunächst fand sich jedoch kein anderer Verein, der Nyarko fest verpflichten wollte, sodass dieser nach Frankreich verliehen wurde.

## Besonderheiten
- Im Februar 2003 erklärte Nyarko, nachdem er in nur drei Jahren für vier verschiedene Vereine zum Einsatz gekommen war, er sei „mit seiner fußballerischen Situation nicht zufrieden“ und „der permanenten Klubwechsel müde“.[7]
- Nach seinem Wechsel zum Karlsruher SC hatte Nyarko solche Schwierigkeiten, eine geeignete Wohnung zu finden, dass schließlich der Stadionsprecher in Karlsruhe die Fans dabei um Hilfe bat.[8]